# Querclareli
Querclareli (em turco: Kırklareli) é uma cidade e distrito do noroeste da Turquia. É a capital da província homónima e faz parte da região de Mármara. O distrito tem 1 623 km² de área e em dezembro de 2021 tinha 105 525 habitantes (densidade: 65 hab./km²), dos quais 83 248 na cidade.